# Stonewall Peak
Der Stonewall Peak (1747 m) ist einer der höchsten Berge der Cuyamaca Mountains im Cuyamaca Rancho State Park, östlich von San Diego, Kalifornien.
Der felsige Gipfel lässt sich als einfache Bergwanderung vom Campingplatz Paso Picacho (1500 m) aus erreichen.

## Weblink
- https://www.peakbagger.com/peak.aspx?pid=1460